# Pocola
Pocola è un comune della Romania di 1 578 abitanti, ubicato nel distretto di Bihor, nella regione storica della Transilvania.
Il comune è formato dall'unione di 5 villaggi: Feneriș, Petrani, Pocola, Poietari, Sînmartin de Beiuș.